# 조지 엘로코비
조지 응가뉴오 엘로코비(George Nganyuo Elokobi, 1986년 1월 31일 ~ )는 카메룬의 전 축구 선수이다. 현역 시절 포지션은 센터백이었다. 키가 183cm, 몸무게가 90kg에 달하는 육중한 선수이기도 하다.